# Richard D. Davis
Richard David Davis (* 1799 in Stillwater, New York; † 17. Juni 1871 in Waterford, New York) war ein US-amerikanischer Jurist und Politiker. Zwischen 1841 und 1845 vertrat er den Bundesstaat New York im US-Repräsentantenhaus.

## Leben
Richard David Davis wurde kurz vor dem Ende des 18. Jahrhunderts in Stillwater geboren. 1818 graduierte er am Yale College. Er studierte Jura. Seine Zulassung als Anwalt erhielt er 1821 und begann dann in Poughkeepsie zu praktizieren. Politisch gehörte er der Demokratischen Partei an.
Bei den Kongresswahlen des Jahres 1840 wurde er im fünften Wahlbezirk von New York in das US-Repräsentantenhaus in Washington, D.C. gewählt, wo er am 4. März 1841 die Nachfolge von Charles Johnston antrat. Danach kandidierte er im Jahr 1842 im achten Wahlbezirk von New York für einen Kongresssitz. Nach einer erfolgreichen Wahl trat er am 4. März 1843 die Nachfolge von Jacob Houck junior und Robert McClellan an, welche zuvor zusammen den Distrikt im US-Repräsentantenhaus vertreten hatten. Da er auf eine weitere Kandidatur im Jahr 1844 verzichtete, schied er nach dem 3. März 1845 aus dem Kongress aus. Als Kongressabgeordneter hatte er den Vorsitz über das Committee on Revolutionary Claims (28. Kongress).
Danach zog sich von der politischen Bühne zurück und ging in den Ruhestand. Er war in Waterford in der Landwirtschaft tätig, wo er am 17. Juni 1871 verstarb. Sein Leichnam wurde auf dem Waterford Rural Cemetery beigesetzt.